# Ion Ceaușescu
Ion Ceaușescu (n. 23 martie 1932, Scornicești – d. 10 mai 2020, București) a fost un inginer agronom român și fratele cel mai mic al lui Nicolae Ceaușescu, președintele Republicii Socialiste România. 

## Biografie
Ion Ceaușescu s-a născut la 23 martie 1932 în Scornicești, județul Olt, fiu al lui Andruță și al Alexandrinei și al șaptelea și cel mai mic băiat al familiei Ceaușescu. În 1939 s-a înscris la școala elementară, terminând șapte clase în 1948, din cauza unei întreruperi de doi ani. Și-a continuat studiile la Școala Medie din București pe care a absolvit-o în 1953. În această perioadă, a devenit membru al Uniunii Tineretului Muncitor (UTM)  unde a ocupat pozițiile de secretar de grupă, membru al comitetului UTM pe școală și membru în Biroul Regional București. Primind ajutor de la fratele său mai mare, Nicolae, care devenise influent în partidul comunist, Ion Ceaușescu a fost trimis pentru calificare la Școala Medie de Energie Electrică din Moscova, pe care a întrerupt-o din cauza problemelor de sănătate în anul 1956. În perioada 1957–1961 a urmat cursurile Facultății de Agronomie din București, devenind inginer agronom. În anul 1960, Ion Ceaușescu a fost confirmat membru al Partidului Muncitoresc Român.
A deținut funcția de prim-vicepreședinte al Comitetului de Stat al Planificării (cu rang de ministru secretar de stat) în perioada 29 iulie 1983 - 22 decembrie 1989, fiind în această calitate membru al guvernelor Dăscălescu (1) și Dăscălescu (2).
Ion Ceaușescu a fost ultimul dintre frații Ceaușescu care a decedat.

## Viață personală
Ion Ceaușescu a fost căsătorit cu Maria Ienciu, de profesie tehnician veterinar. A cunoscut-o în timp ce acesta lucra la Combinatul Agro-Alimentar „30 Decembrie” al cărei director era Alexandru Ienciu, tatăl Mariei. Aceștia au avut împreună un băiat numit Nicolae si o fiica pe nume Ileana.